# Neo Kyma
Neo Kyma–The Other Cyprus (griechisch Νέο Κύμα – Η Άλλη Κύπρος, Neue Welle – Das andere Zypern) war eine politische Bewegung in der Republik Zypern. Erklärtes Hauptziel der Bewegung war die Mobilisierung der Gesellschaft für Reformen und neue Perspektiven für Zypern und die jungen Menschen im Land.

## Geschichte
Gegründet wurde Neo Kyma am 18. November 2019 durch Constantinos Christofides, den ehemaligen Rektor der Universität Zypern, als Bewegung gegen Korruption und die anhaltende politische Stagnation in Zypern bei der Spaltung Zyperns. Der Name Neue Welle ist an die gleichnamige Musikbewegung in Griechenland, Filmbewegung in Frankreich und kulturelle Bewegung in den USA während der 1960er angelehnt, die mit der Unabhängigkeit Zyperns zusammenfiel. Am 18. November 2019 stellt sich die Bewegung und ihre Unterstützer bei einer Veranstaltung in Nikosia offiziell vor. Dabei wurde sie zunächst als gemeinnützige Gesellschaft registriert.
Im Mai 2021 gab die Bewegung bekannt, anders als zunächst geplant nicht an den Parlamentswahlen 2021 teilzunehmen. Sie begründete das mit ihrem noch nicht vollständig ausgereiftem Programm und den erschwerten Bedingungen durch die Corona-Pandemie.
Am 4. November 2021 unterzeichnete Neo Kyma und die paneuropäische Partei Volt Europa eine Absichtserklärung für eine Fusion und vereinbarten eine enge Kooperation. In diesem Rahmen benannte sich das zypriotische Team in „Neo Kyma || Volt Cyprus – The Other Cyprus“ um, um gemeinsam bei den Präsidentschaftswahlen 2023 anzutreten. Am 29. April 2022 gab die Bewegung ihren Kandidaten Constantinos Christofides bekannt. Er erhielt in der ersten Runde 1,6 % der Stimmen.
Am 26. Oktober fusionierte die Bewegung mit der politischen Bewegung Famagusta for Cyprus und gründeten die politische Partei Volt Zypern.

## Struktur
Höchstes Gremium der Bewegung war der 77-köpfige Rat der Neuen Welle, dessen Aufgabe es ist, Vorschläge zu machen und Entscheidungen zu treffen, wie die Bewegung Dinge in Zypern beeinflussen kann. Er besteht aus 77 alle drei Jahre gewählten Mitgliedern der Bewegung und tritt mindestens vierteljährlich zusammen, um die von Ausschüssen geleistete Arbeit zu überprüfen.
Der Koordinierungsausschuss bildet das ausführende Organ der Bewegung und besteht aus maximal 14 Mitgliedern, die vom 77-köpfigen Rat gewählt werden. Er setzt die Beschlüsse des Rats um und für das reibungslose Funktionieren und Entwicklung der Bewegung, so wie Partnerschaften mit anderen Bewegungen zuständig.
In 15 Thematischen Ausschüssen findet die programmatische Entwicklung der Bewegung statt und die Ausschüsse nehmen eine beratende Funktion ein, die dem Koordinierungsausschuss regelmäßig Bericht erstatten. Diese erarbeiten gemeinsam ein Programm für die Teilnahme an Wahlen und Stellungnahmen gegenüber der Regierungsarbeit.
Die Bewegung besaß außerdem eine Jugendgruppe, die sich insbesondere für eine nachhaltige Zukunft mit Arbeit für alle, mit gleichen Bildungs- und Entwicklungschancen und Belange junger Menschen einsetzte.
Lokal strukturiert war die Bewegung in 7 Distriktteams, die den 6 Bezirken Zyperns und Troodos entsprechen.

## Programmatik

### Zypernkonflikt
Die Neue Welle unterstützt beim Zypernkonflikt die Wiedervereinigung Zypern als föderaler Staat, unterstützt dabei die Grundrichtung der Pläne der UN und fordert mehr Anstrengungen von allen Beteiligten, um die Pläne weiter zu verfeinern. Dabei sieht man sich als gesamtzypriotische Bewegung griechischer und türkischer Zyprioten und verurteilt die anhaltende Besetzung des nördlichen Teils Zyperns durch die türkische Regierung.

### EU-Reform
Die Bewegung unterstützt die Idee eines föderalen geeinigten Europas mit einem Senat, der die Interessen der Regionen vertritt, und einer europäischen Regierung, mit einem Premier, gewählt durch das Europäische Parlament. Dazu soll eine gemeinsame Europäische Verfassung verabschiedet werden, bei der Menschenrechte, Freiheit, Demokratie und Gleichheit im Mittelpunkt stehen. Europa soll sich demnach eine gemeinsame Außenpolitik und europäische Armee teilen, zusätzlich zu einem gemeinsamen Markt und einer gemeinsamen Wirtschaft.

### Verwaltungsreform
Die Bewegung fordert eine Reform der Kommunalverwaltung und strebt dabei eine Reduzierung der Gemeinden auf Zypern auf 6 an. So sollen die Empfehlungen der EU umgesetzt werden und Kosten für die Unterhaltung der großen Zahl an Gebietskörperschaften mit jeweils eigenem Personal, Gerät und Gebäuden deutlich reduziert werden. Gleichzeitig soll so auch Bürokratie abgebaut werden und niedrigere Steuern ermöglicht werden. Die öffentliche Verwaltung und staatliche Strukturen sollen außerdem durch Förderung von E-Government modernisiert und Entscheidungen transparenter werden.

### Corona-Pandemie
Die Bewegung schlägt vor, Künstler, Kulturschaffende, Arbeiter und Unternehmer, die in allen Bereichen der Kultur tätig sind und während der Corona-Pandemie durch restriktive Maßnahmen besonders unter Einkommenseinbußen gelitten haben, durch staatliche Unterstützung unter die Arme zu greifen.

### Steuern
Die Bewegung kritisiert die Senkung der Strompreise durch eine Reduktion der Mehrwertsteuer von 19 auf 9 %, da von dieser gleichmäßigen Reduzierung insbesondere wohlhabende Teile der Bevölkerung profitieren, während besonders betroffene Bevölkerungsgruppen kaum entlastet werden. Die Bewegung schlägt daher eine gestaffelte Besteuerung vor, um gezielt ärmere Bevölkerungsteile zu unterstützen und fossile Energieträger einzudämmen.

### Umwelt- und Gesundheitsschutz
Die Bewegung fordert die Einführung moderner Sicherheitsstandards und gründliche Inspektion und Bewertung bestehender Industrieanlagen auf Zypern, um den Schutz von Gesundheit der Bewohner in der Umgebung und der Umwelt zu gewährleisten. Dazu schlägt sie die Modernisierung und den Ausbau von Schadstoffmessstationen in deren Umgebung vor und fordert strenge Restriktionen für Anlagen und deren Eigentümer, die sich nicht an die Vorgaben halten.

## Bekannte Mitglieder
- Constantinos Christofides, Rektor der Universität Zypern (2010–2018)[3]
- Christopher Pissarides, Wirtschaftsnobelpreisträger 2010
- Charidimos Tsukas, Professor für Verwaltungswissenschaften
- Marios Polycarpou, Professor für Elektrotechnik und Computerwissenschaften
- Andreas Milidonis, Professor für Finanzwesen
- Louis N. Christofides, emeritierter Professor für Wirtschaftswissenschaften
- Marios Nestoros, Professor für Physik
- George Xenis, Professor für Philosophie
- Ekaterini Lambrinou, Professorin für Gesundheitswesen
- Yola Papadopoulou, Professorin für Anglistik
- Andros Kourtelos, Professor für Wirtschaftswissenschaften
- Constantia Alexandrou, Professorin für Physik
- Nicoletta Christodoulou, Professorin für Pädagogik
- Niobi Santama, Professorin für Biologie
- Alexandros Michaelides, Professor für Wirtschaftswissenschaften